# ترميز الفيديو عالي الفعالية
ترميز الفيديو عالي الفعالية (بالإنجليزية: High Efficiency Video Coding)‏ هو معيار لضغط الفيديو تم تصميمه كجزء من مشروع إم بي إي جي-إتش كخلف لترميز الفيديو المتقدم المستخدم على نطاق واسع (أيه ڤي سي أو أتش.264 أو إم بي إي جي - 4 الجزء 10).

## وصلات خارجية
- الموقع الرسمي